# Едуардо дос Реис Карваљо
Едуардо дос Реис Карваљо (порт. Eduardo dos Reis Carvalho; Мирандела 19. септембар 1982), познатији као Едуардо, португалски је професионални фудбалер који игра као голман ФК Брага и Фудбалске репрезентације Португалије.
Играо је 134 утакмице Прве лиге Португалије током десет сезона, готово све за ФК Брага. Професионално је играо и у Италији, Турској, Хрватској, Енглеској и Холандији.
Након што је 2009. године освојио први од својих 36 трофеја за Португал, Едуардо је био део репрезентације на два светска првенства и исто толико европских првенстава, почевши од светског првенства 2010. године.

## Клупска каријера
Едуардо је рођен у Мирандели, у округу Браганса. Поникао у омладинском тиму ФК Брага, а први пут се појавио у Првој лиги Португалије током 2006–07, када је у ФК Беира-Мар  играо на шестомесечној позајмици. У следећој сезони такође је позајмљен, овог пута ФК Виториа де Сетубал, где је био кључни играч тренера Карлоса Карвахала. Освојили су Куп Португалије и тако се квалификовали за Куп УЕФА. Прогалашен је за Играча утакмице у финалу против ФК Спортинга где је одбранио три покушаја у извођењу пенала.
Едуардо се вратио у Брагу за сезону 2008-09, играо у свим лигашким утакмицама, а такође и у квалификацијама за Куп УЕФА. Исто се догодило и наредне године, када је Брага завршила првенство на другом месту, што је њихов најбољи пласман икад, а Едуардо је примио само 20 голова, што је најбољи резулатат у такмичењу.
Едуардо је, 7. јула 2010, потписао четворогодишњи уговор са ФК Ђеновом за Серију А за 4,8 милиона евра, где је заменио Марка Амелија. Брага би такође добила 25% накнаду за трансфер уколико би они продали играча.
Едуардо је започео све утакмице, осим једне за Италијане, у својој првој и јединој сезони, коју су завршили на средини табеле. У јулу 2011. вратио се у своју земљу и придружио се ФК Бенфика као позајмица, при чему је лисабонски клуб имао могућност да га купи на крају сезоне. Током кратког времена на Стадиону светлости наступио је на само девет такмичарских утакмица.
Едуардо је, 26. јуна 2012. године, потписао привремени уговор за ФК Истанбул Башакшехир, придруживши се земљаку Карлосу Карвахалу (тренеру) у тиму Суперлиге Турске. Следећег лета вратио се у Португал и у Брагу, док је још увек био званично играч Ђенове.
Едуардо се, 27. јуна 2014. придружио неколицини сународника у хрватској екипи ГНК Динамо из Загреба, након што је пристао на трогодишњи уговор. Након 95 утакмица, 25. августа 2016. године, потписао је са једногодишњи уговор са премијерлигашким клубом ФК Челси, где је доведен да обезбеди искусно и конкуренцију Тибоу Куртои и Асмиру Беговићу.
Упркос томе што је његов тим био шампион Премијер лиге, Едуардо није добио медаљу јер се није играо ни на једној утакмици. Пристао је на продужење једногодишњег уговора 23. маја 2017. године, а технички директор Мајкл Еменало назвао га је „професионалним моделом“.
Иако је уврштен на листу оних који напуштају Челси након завршетка сезоне 2017-18, Едуардо је у јулу потписао нови једногодишњи уговор. Почетком истог месеца пристао је да се придружи холандском тиму ФК Витесе као сезонска позајмица. Свој такмичарски деби одрадио је 26. јула 2018. године, у реваншу 2: 2 са ФК Виторул Констанца за други круг квалификација за Лигу Европе.
Без званичних мечева на Стамфорд бриџу, Едуардо је напустио клуб 1. јула 2019. године. Претходне недеље је већ пристао на двогодишњи уговор у Браги.

## Репрезентативна каријера
После Европског првенство 2008, Едуарда је позвао нови селектор репрезентације Португалије,  Карлос Кеирош због квалификација за Светско првенство 2010. против Малте и Данске где је био замена Киму. Дебитовао је 11. фебруара 2009. године у пријатељској утакмици са Финском, одигравши првих 60 минута у победи домаћих од 1:0, и остао је у стартној постави током остатка квалификација, такође и у последњим фазама у Јужној Африци, где није примио гол у утакмицама против Обале Слоноваче, Северне Кореје и Бразила и примивши гол само у другој фази такмичења од будућег шампиона Шпаније (0-1), где је спасио много удараца, већином Давида Виље.
Након што је пребачен на клупу у свом клубу, Едуардо је био исте судбине и у националном тиму због Руи Патрисија, а обојица су завршила квалификације за Еуро 2012 са пет утакмица са којима се Португалија квалификовала за финале. Такође је био у саставу репрезеентације за Светско првенство 2014. године, али је заправо одиграо само пет минута у последњем мечу групне фазе против Гане, услед повреде Бета.

## Статистика каријере
| Клуб                            | Сезона   | Лига               | Лига | Лига | Национални куп | Национални куп | Куп лиге | Куп лиге | Европа | Европа | Остало | Остало | Укупно | Укупно |
| Клуб                            | Сезона   | Дивизија           | Нас. | Гол. | Нас.           | Гол            | Нас.     | Гол.     | Нас.   | Гол.   | Нас.   | Гол.   | Нас.   | Гол.   |
| ------------------------------- | -------- | ------------------ | ---- | ---- | -------------- | -------------- | -------- | -------- | ------ | ------ | ------ | ------ | ------ | ------ |
| Брага                           | 2000–01  |                    | 0    | 0    | 0              | —              | —        | —        | —      | 0      | 0      | 0      | 0      |        |
| Брага                           | 2001–02  | Примеира лига      | 0    | 0    | 0              | 0              | —        | —        | —      | —      | 0      | 0      | 0      | 0      |
| Брага                           | 2002–03  | Примеира лига      | 0    | 0    | 0              | 0              | —        | —        | —      | —      | 0      | 0      | 0      | 0      |
| Брага                           | 2003–04  | Примеира лига      | 0    | 0    | 0              | 0              | —        | —        | —      | —      | 0      | 0      | 0      | 0      |
| Брага                           | 2004–05  | Примеира лига      | 0    | 0    | 0              | 0              | —        | —        | —      | —      | 0      | 0      | 0      | 0      |
| Брага                           | 2005–06  | Примеира лига      | 0    | 0    | 0              | 0              | —        | —        | —      | —      | 0      | 0      | 0      | 0      |
| Брага                           | 2006–07  | Примеира лига      | —    | —    | —              | —              | —        | —        | —      | —      | —      | —      | —      | —      |
| Брага                           | 2007–08  | Примеира лига      | —    | —    | —              | —              | —        | —        | —      | —      | —      | —      | —      | —      |
| Брага                           | 2008–09  | Примеира лига      | 30   | 0    | 2              | 0              | 1        | 0        | 14     | 0      | —      | —      | 47     | 0      |
| Брага                           | 2009–10  | Примеира лига      | 30   | 0    | 2              | 0              | 0        | 0        | 2      | 0      | —      | —      | 34     | 0      |
| Брага                           | Укупно   | Укупно             | 60   | 0    | 4              | 0              | 1        | 0        | 16     | 0      | 0      | 0      | 81     | 0      |
| Беира-Мар (позајмица)           | 2006–07  | Примеира лига      | 15   | 0    | 5              | 0              | —        | —        | —      | —      | —      | —      | 20     | 0      |
| Виториа де Сетубал (позајмица)  | 2007–08  | Примеира лига      | 30   | 0    | 5              | 0              | 8        | 0        | —      | —      | —      | —      | 43     | 0      |
| Ђенова                          | 2010–11  | Серија А           | 37   | 0    | 0              | 0              | 0        | 0        | —      | —      | —      | —      | 37     | 0      |
| Бенфика (позајмица)             | 2011–12  | Примеира лига      | 1    | 0    | 3              | 0              | 5        | 0        | 0      | 0      | —      | —      | 9      | 0      |
| Истанбул Башакшехир (позајмица) | 2012–13  | Суперлига Турске   | 33   | 0    | 0              | 0              | —        | —        | —      | —      | —      | —      | 33     | 0      |
| Брага (позајмица)               | 2013–14  | Примеира лига      | 29   | 0    | 5              | 0              | 2        | 0        | 2      | 0      | —      | —      | 38     | 0      |
| Динамо Загреб                   | 2014–15  | Прва лига Хрватске | 34   | 0    | 0              | 0              | —        | —        | 12     | 0      | 1      | 0      | 47     | 0      |
| Динамо Загреб                   | 2015–16  | Prva HNL           | 32   | 0    | 0              | 0              | —        | —        | 12     | 0      | —      | —      | 44     | 0      |
| Динамо Загреб                   | 2016–17  | Prva HNL           | 4    | 0    | 0              | 0              | —        | —        | 4      | 0      | —      | —      | 8      | 0      |
| Динамо Загреб                   | Укупно   | Укупно             | 70   | 0    | 0              | 0              | —        | —        | 28     | 0      | 1      | 0      | 99     | 0      |
| Челси                           | 2016–17  | Премијер лига      | 0    | 0    | 0              | 0              | 0        | 0        | —      | —      | —      | —      | 0      | 0      |
| Челси                           | 2017–18  | Премијер лига      | 0    | 0    | 0              | 0              | 0        | 0        | 0      | 0      | 0      | 0      | 0      | 0      |
| Челси U23                       | 2017–18  | —                  | —    | —    | —              | —              | —        | —        | —      | —      | 1      | 0      | 1      | 0      |
| Витесе (позајмица)              | 2018–19  | Ередивизија        | 27   | 0    | 3              | 0              |          | 4        | 0      | —      | 34     | 0      |        |        |
| Брага                           | 2019–20  | Примеира лига      | 0    | 0    | 0              | 0              | 0        | 0        | 0      | 0      | —      | 0      | 0      |        |
| Каријера                        | Каријера | Каријера           | 302  | 0    | 25             | 0              | 16       | 0        | 50     | 0      | 2      | 0      | 395    | 0      |

## Трофеји

### Клуб
Виториа де Сетубал
- Куп Португалије : 2007–08 [3]

Брага
- Интертото куп  : 2008

Бенфика
- Куп Лиге Португалије: 2011–12

Динамо Загреб
- Прва лига Хрватске  : 2014–15, 2015–16
- Куп Хрватске: 2014–15, 2015–16
- Доигравање хрватског суперкупа : 2014

### Репрезентација
Португалија
- Европско првенство УЕФА : 2016

### Друго
- Командант Реда за заслуге [33]